# Пісочниця

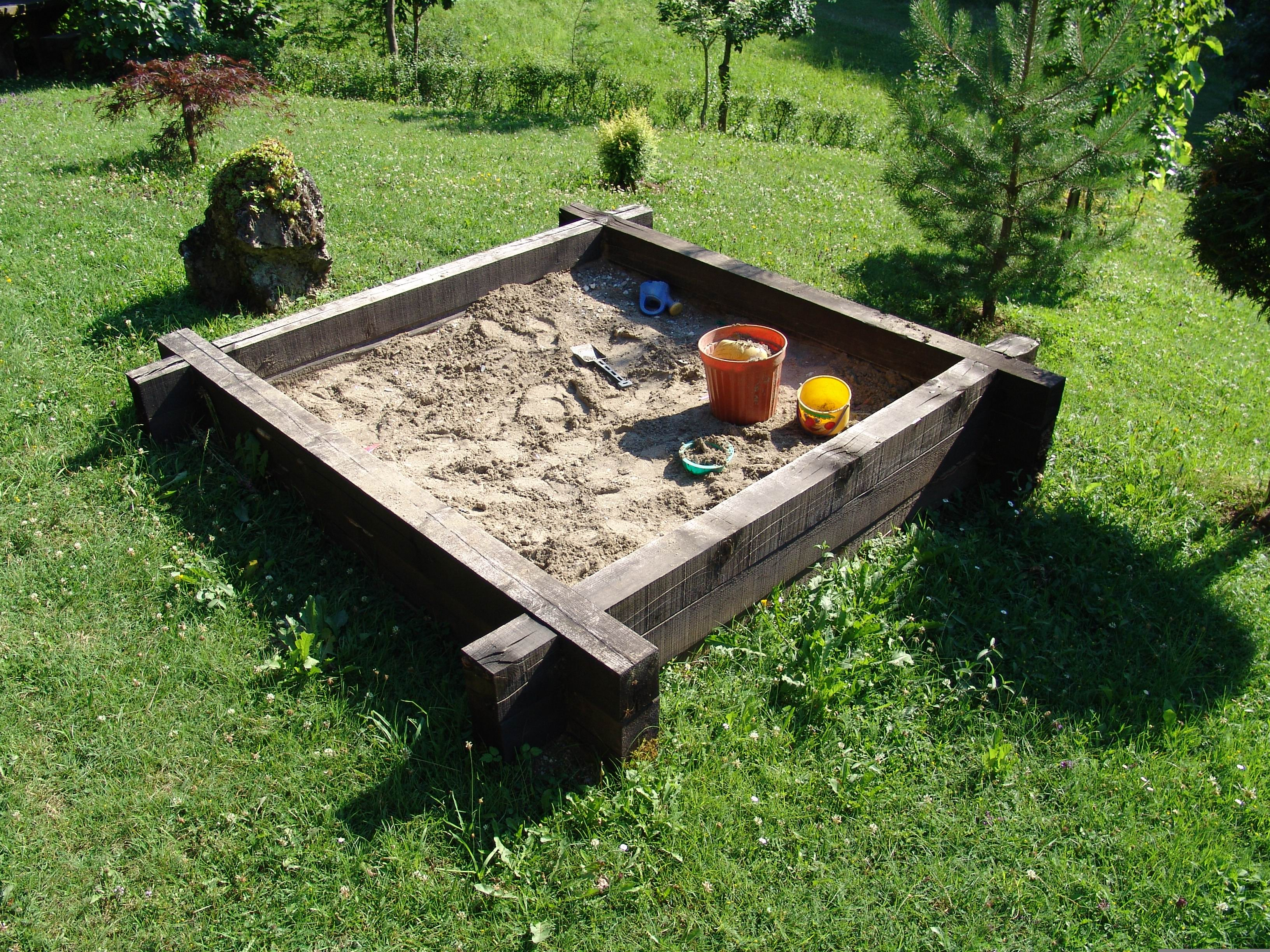
Порожня пісочниця

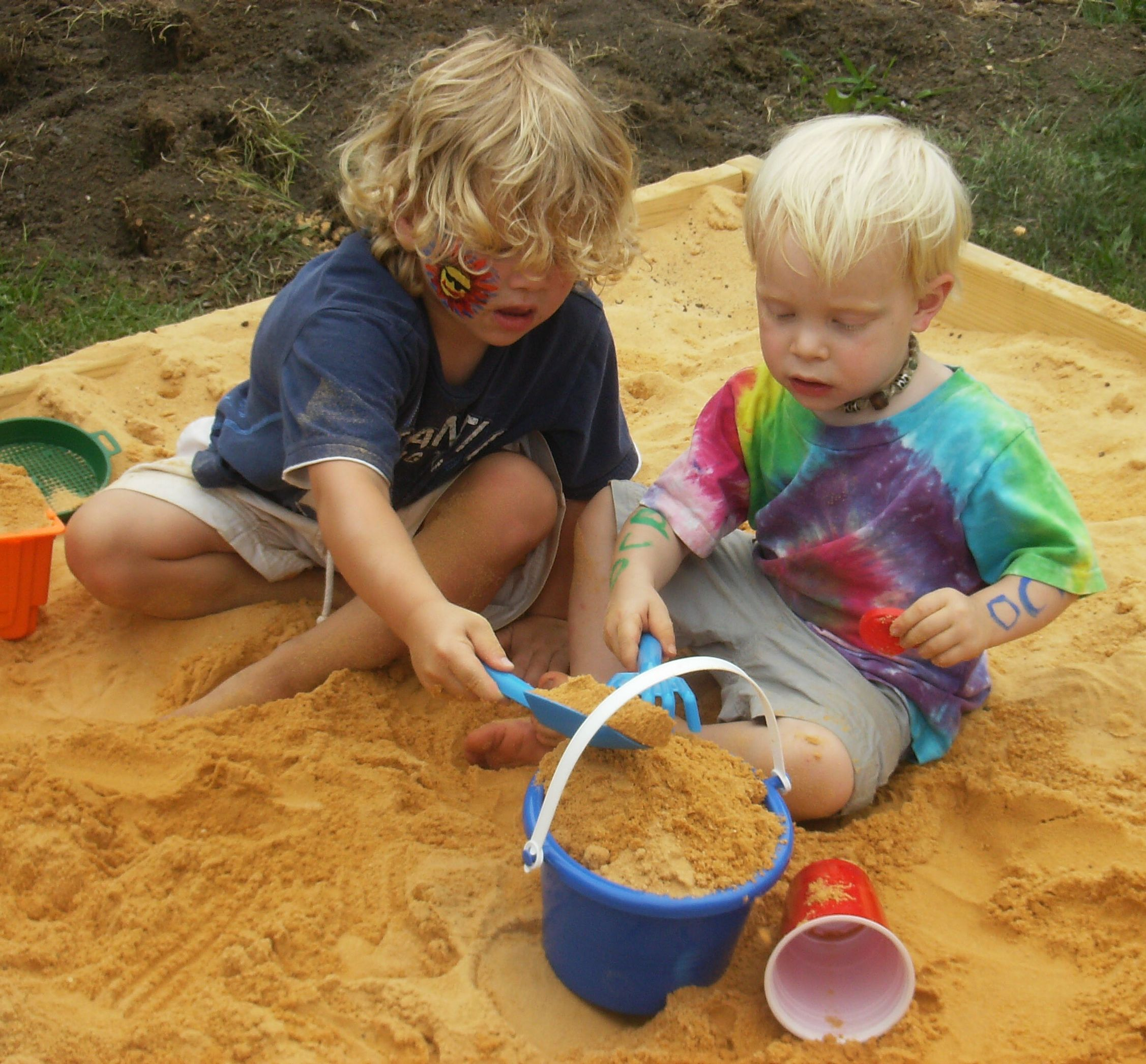
Діти грають у пісочниці

Пісо́чниця — один з об'єктів на дитячому майданчику: особливе місце, призначене для ігор дітей молодшого віку з піском при використанні іграшок. Зазвичай пісочниця обгороджена бортиками, найчастіше зробленими з дерева: колод або дощок. Бортики часто мають плоску поверхню, щоб на ній можна було ліпити пасочки. Часто в центрі пісочниці стоїть «грибок», який захищає дітей під час гри від дощу і сонця.
Пісочниця є найважливішим емоційним центром взаємодії дітей. Граючи в пісочниці, діти формують ціннісне ставлення до світу іграшок і світу взаємин. Гра в пісочниці також сприяє розвитку в дітей творчої уяви, дрібної моторики, мислення.
Споруда встановлюється далеко від дерев, оскільки в протилежному разі пале листя засмічує пісочницю, а пісок в тіні після дощу довше висихає.
Ігри в пісочниці:
- ліплення пасочок
- будівництво замків з піску і риття «печер»
- ігри в машинки (в піску риються «гаражі» і проводяться дороги)
- ігри в магазин (пасочки є універсальним продуктом, а в ролі платіжних засобів та інших продуктів часто використовуються палички і листики)
- ігри в «Гості» (ляльку пригощають пасочками)
- ігри з піском і водою[5].